# رايسا سميتانينا
رايسا سميتانينا (Raisa Smetanina) (الروسية: Раи́са Петро́вна Смета́нина) (29 فبراير 1952- ) هي لاعبة أولمبية لرياضة تزلج ريفي من الاتحاد السوفييتي. شاركت في الأولمبياد الشتوي في 1976–1992، وفازت بما مجموعه 10 ميدالية.

## الميداليات
| ذهب | فضة | برونز | المجموع |
| 4   | 5   | 1     | 10      |

## روابط خارجية
- رايسا سميتانينا على موقع الاتحاد الدولي للتزلج (التزلج الريفي) (الإنجليزية)
- رايسا سميتانينا على موقع اللجنة الأولمبية الدولية (الإنجليزية)
- رايسا سميتانينا على موقع أوليمبيديا (الإنجليزية)